# Рубашка (роман)
Рубашка — первый роман писателя Евгения Гришковца, написанный в 2004 году.

## Сюжет
Сюжет книги разворачивается в течение одного дня. Роман начинается с раннего утра и заканчивается поздней ночью, почти утром следующего дня. Главный герой — архитектор Саша, который пытается устроить свою жизнь в Москве, теряясь в своих эмоциях и переживаниях. У него есть возлюбленная, с которой пытается встретиться в течение всего романа. По сюжету он ждет прилета своего друга Макса, который для него сейчас очень не кстати.
Цитата из описания книги:
«Рубашка» – городской роман. Очень московский, но при этом примиряющий Москву с регионами. Потому что герой – человек провинциальный, какое-то время назад приехавший в Москву. Это короткий, динамичный роман о любви. Один день из жизни героя. Ему от 30 до 40 лет. Есть работа, есть друзья, есть сложившаяся жизнь и… Любовь, которая сильно все меняет»

## Критика
Николай Александров для газеты «Известия»:
«Это фирменный стиль Гришковца: честно и внимательно присматриваться к своим сиюминутным ощущениям. И оказывается, что в этой честности или в этом внимании - универсальность. Оказывается, что и придумывать почти ничего не нужно, а достаточно просто фиксировать процесс думания и чувствования. Обращать внимание на то, на что, в общем, все обращают внимание, но почему-то об этом не говорят. Или говорят вскользь. <…> Из этих фрагментов ткется ткань "Рубашки". Сценический и лирический Гришковец приобретает романную форму, которой устойчивость придает видимость интриги. Чем может кончиться роман "Рубашка"? Да ничем, собственно. С сюжетной точки зрения он и кончается ничем. Или почти ничем. Разве что становится понятно в финале, для чего Макс приехал в Москву»

## Награды
- 1 сентября 2004 года роман «Рубашка» был признан дебютом года и вошёл в «длинный список» премии «Русский Букер».[2]
- Номинация на премию «Студенческий Букер»

## Примечание
1. ↑  https://iz.ru/news/289949 Гришковец соткал «Рубашку»
2. ↑  Роман "Рубашка" Евгения Гришковца вошел в лонг-лист "Русского Букера". Jewish.Ru. Дата обращения: 13 апреля 2025.